# GNUMail
GNUMail es un cliente de correo electrónico multiplataforma, libre y de código abierto, basado en GNUstep y cacao. Es el cliente de correo oficial de GNUstep y también se utiliza en Étoilé . Se inspiró en NeXTMail ( Mail.app de NeXT ), el predecesor de Apple Mail . GNUMail se basa en el framework de gestión de correo Pantomime . Con GNUMail se demostró que es posible desarrollar programas multiplataforma para GNUstep y Cocoa.

## Características
- Protocolos compatibles: POP3 (con soporte APOP ), IMAP4 y UNIX; SMTP
- Admite TLS con todos los protocolos
- Soporte de archivos spool para recibir correos
- Formatos de archivo para guardar localmente: Maildir, Berkeley mbox
- Filtros para correo entrante y saliente que admiten expresiones regulares
- Thread Arcs para la visualización y navegación de hilos de correo electrónico
- Find Panel que admite expresiones regulares
- Posibilidad de agregar encabezados de correo personalizados
- Soporte nativo para cifrado PGP / GPG